# Кшеслав з Ходова та Курозвенк

Герб Порай (відміна)

Кшеслав із Ходова та Курозвенок гербу Порай (пом. 1392) — польський шляхтич, урядник Королівства Польського. Перший польський луцький староста. Представник роду Курозвенцьких.

## Життєпис
Син краківського каштеляна, воєводи Добєслава з Курозвенок, Ходова (пом. 1397), брат Завіші — канцлера, краківського єпископа. 
Близько 1368 року згаданий при дворі короля Казімежа III, правдоподібно, їздив з ним до Угорщини. Діяв у таборі династії Анжу (Андегавенів) із братом, батьком. 1372 року разом із ними був в «оршаку» королеви Ельжбети Локеткової у Великопольщі. 1373 року став сандецьким каштеляном, використовував також титул старости та генерального судді Сандецької землі. Після першого з'їзду в Кошицях (1373—1374, були намагання отримати підтримку духовенства для сукцесійних планів, дотичних щодо доньок короля Угорщини та Польщі Людовика І) разом із батьком вирушив до монастиря бенедиктинів на Лисій горі. 1382 року разом із батьком організували пишні похорони брата Завіші.
Учасник походу на Королівство Русі в січні 1387 року. 1 березня 1387 року в Городку разом з іншими польськими урядниками виставив ґлейт для міщан Львова. Також був сандомирським каштеляном. З останніх місяців 1387 до 1389 — генеральний староста Великопольщі. Наприкінці 1387, потім у 1388 році першим з поляків став луцьким старостою після приєднання цієї частини Волині до Корони. Посаду надав король Ягайло.

## Сім'я
Був одружений із Малґожатою (прізвище невідоме). Діти: Добеслав, Генрик, Ян, Миколай з Міхалува — краківський каштелян.